# Salix vestita
Salix vestita là một loài thực vật có hoa trong họ Liễu. Loài này được Pursh miêu tả khoa học đầu tiên năm 1814.